# Ctenus paubrasil
Ctenus paubrasil este o specie de păianjeni din genul Ctenus, familia Ctenidae, descrisă de Antonio D. Brescovit și Simó în anul 2007. Conform Catalogue of Life specia Ctenus paubrasil nu are subspecii cunoscute.